# Rowa (Torba)
Rowa oder Ro Island (auch: Île Rowo, Rovo) ist eine kleine Insel der Banks-Inseln im Norden des pazifischen Inselstaates Vanuatu.

## Geographie
Die kleine Insel ist das nordöstlichste Motu von den fünf bis sechs Inselchen im Rowa-Atoll. Nur durch schmale Kanäle ist sie von der südlichen Schwesterinsel Wosu getrennt.